# Европско првенство у атлетици на отвореном 1962 — бацање кугле за мушкарце
Такмичење у бацању кугле у мушкој конкуренцији на 7. Европском првенству у атлетици 1962. одржано је 14. септембра у Београду на стадиону ЈНА.
Титулу освојену у Стокхолму 1958, није бранио Артур Роу из Уједињеног Краљевства.

## Земље учеснице
Учествовало је 20 такмичара из 12 земаља. 
1. Данска (1)
2. Италија (1)
3. Југославија (2)
4. Мађарска (2)
5. Немачка (3)
6. Норвешка (1)
7. Пољска (3)
8. Совјетски Савез (1)
9. Уједињено Краљевство (2)
10. Финска (1)
11. Француска (2)
12. Чехословачка (1)

## Рекорди
| Рекорди пре почетка Европског првенства 1962.     | Рекорди пре почетка Европског првенства 1962. | Рекорди пре почетка Европског првенства 1962. | Рекорди пре почетка Европског првенства 1962. | Рекорди пре почетка Европског првенства 1962. | Рекорди пре почетка Европског првенства 1962. |
| ------------------------------------------------- | --------------------------------------------- | --------------------------------------------- | --------------------------------------------- | --------------------------------------------- | --------------------------------------------- |
| Светски рекорд                                    | Далас Лонг                                    | Сједињене Америчке Државе                     | 20,08                                         | Лос Анђелес, САД                              | 18. мај 1962.                                 |
| Европски рекорд                                   | Артур Рове                                    | Велика Британија                              | 19,56                                         | Менсфилд, Уједињено Краљевство                | 9. аввгуст 1961.                              |
| Рекорди Европских првенстава                      | Артур Рове                                    | Велика Британија                              | 17,78                                         | Стокхолм, Шведска                             | 23. август 1958.                              |
| Рекорди после завршетка Европског првенства 1962. |                                               |                                               |                                               |                                               |                                               |
| Рекорди Европских првенстава                      | Виктор Липснис                                | Совјетски Савез                               | 18,00                                         | Београд, Југославија                          | 14. септембар 1962.                           |
| Рекорди Европских првенстава                      | Вилмош Варју                                  | Мађарска                                      | 19,02                                         | Београд, Југославија                          | 14. септембар 1962.                           |

## Освајачи медаља
|                       |                     |                         |
| Вилмош Варју Мађарска | Виктор Липснис СССР | Алфред Сосгорник Пољска |

## Сатница
| Датум               | Време | Ниво          |
| ------------------- | ----- | ------------- |
| 14. септембар 1962. | 9:20  | Квалификације |
| 14. септембар 1962. | 16:40 | Финале        |

## Квалификациона норма
| 16,75 м |

## Резултати

### Квалификације
У квалификацијама такмичари су били подељени у две групе. Квалификациона норма за улазак у финале износила је 17,00 метара (КВ). Норму је пребацило 15 такмичара.(кв).
| Пласман | Такмичар               | Држава               | Земља | Белешке |
| ------- | ---------------------- | -------------------- | ----- | ------- |
| 1       | Виктор Липснис         | СССР                 | 18,00 | КВ, РЕП |
| 2       | Жигмонд Нађ            | Мађарска             | 17,91 | КВ      |
| 3       | Вилмош Варју           | Мађарска             | 17,81 | КВ      |
| 4       | Алфред Сосгорник       | Пољска               | 17,71 | КВ      |
| 5       | Милија Јоцовић         | Југославија          | 17,46 | КВ      |
| 6       | Мајк Линдси            | Уједињено Краљевство | 17,44 | КВ      |
| 7       | Јиржи Скобла           | Чехословачка         | 17,31 | КВ      |
| 8       | Владислав Комар        | Пољска               | 17,22 | КВ      |
| 9       | Еугењијуш Квијатковски | Пољска               | 17,12 | КВ      |
| 10      | Дитер Урбах            | Немачка              | 17,13 | КВ      |
| 11      | Бошко Томасовић        | Југославија          | 17,12 | КВ      |
| 12      | Петер Грац             | Немачка              | 17,12 | КВ      |
| 13      | Јармо Каунас           | Финска               | 17,08 | КВ      |
| 14      | Мартин Лакинг          | Уједињено Краљевство | 17,06 | КВ      |
| 15      | Рудолф Лангер          | Немачка              | 17,05 | КВ      |
| 16      | Силвани Мечониi        | Италија              | 16,93 |         |
| 17      | Жан Клод Ервен         | Француска            | 16,82 |         |
| 18      | Аксел Торсагер         | Данска               | 16,22 |         |
| 19      | Бјерн Баенг Андресен   | Норвешка             | 16,12 |         |
| 20      | Андре Годар            | Француска            | 15,71 |         |

### Финале
| Пласман | Такмичар               | Земља                | Време | Белешке |
| ------- | ---------------------- | -------------------- | ----- | ------- |
|         | Вилмош Варју           | Мађарска             | 19,02 | РЕП     |
|         | Виктор Липснис         | СССР                 | 18,38 |         |
|         | Alfred Sosgórnik       | Пољска               | 18,26 |         |
| 4       | Владислав Комар        | Пољска               | 18,00 |         |
| 5       | Жигмонд Нађ            | Мађарска             | 17,97 |         |
| 6       | Јиржи Скобла           | Чехословачка         | 17,87 |         |
| 7       | Дитер Урбах            | Немачка              | 17,58 |         |
| 8       | Милија Јоцовић         | Југославија          | 17,55 |         |
| 9       | Мартин Лакинг          | Уједињено Краљевство | 17,47 |         |
| 10      | Мајк Линдси            | Уједињено Краљевство | 17,23 |         |
| 11      | Петер Грац             | Немачка              | 17,09 |         |
| 12      | Јармо Каунас           | Финска               | 17,06 |         |
| 13      | Еугењијуш Квијатковски | Пољска               | 17,05 |         |
| 14      | Рудолф Лангер          | Немачка              | 16,95 |         |
| 15      | Бошко Томасовић        | Југославија          | 16,95 |         |